# Variaș
Variaș (in ungherese Várjás, in tedesco Warjasch, in serbo Варјаш?, Varjaš) è un comune della Romania di 6 061 abitanti, ubicato nel distretto di Timiș, nella regione storica del Banato. 
Il comune è formato dall'unione di 3 villaggi: Gelu, Sânpetru Mic, Variaș.